# بووولنتا
بووولنتا (به ایتالیایی: Bovolenta) یک کومونه در ایتالیا است که در استان پادووا واقع شده‌است.

## خصوصیات
بووولنتا ۲۲٫۷ کیلومترمربع مساحت و ۳٬۱۲۷ نفر جمعیت دارد.